# Йормунганд

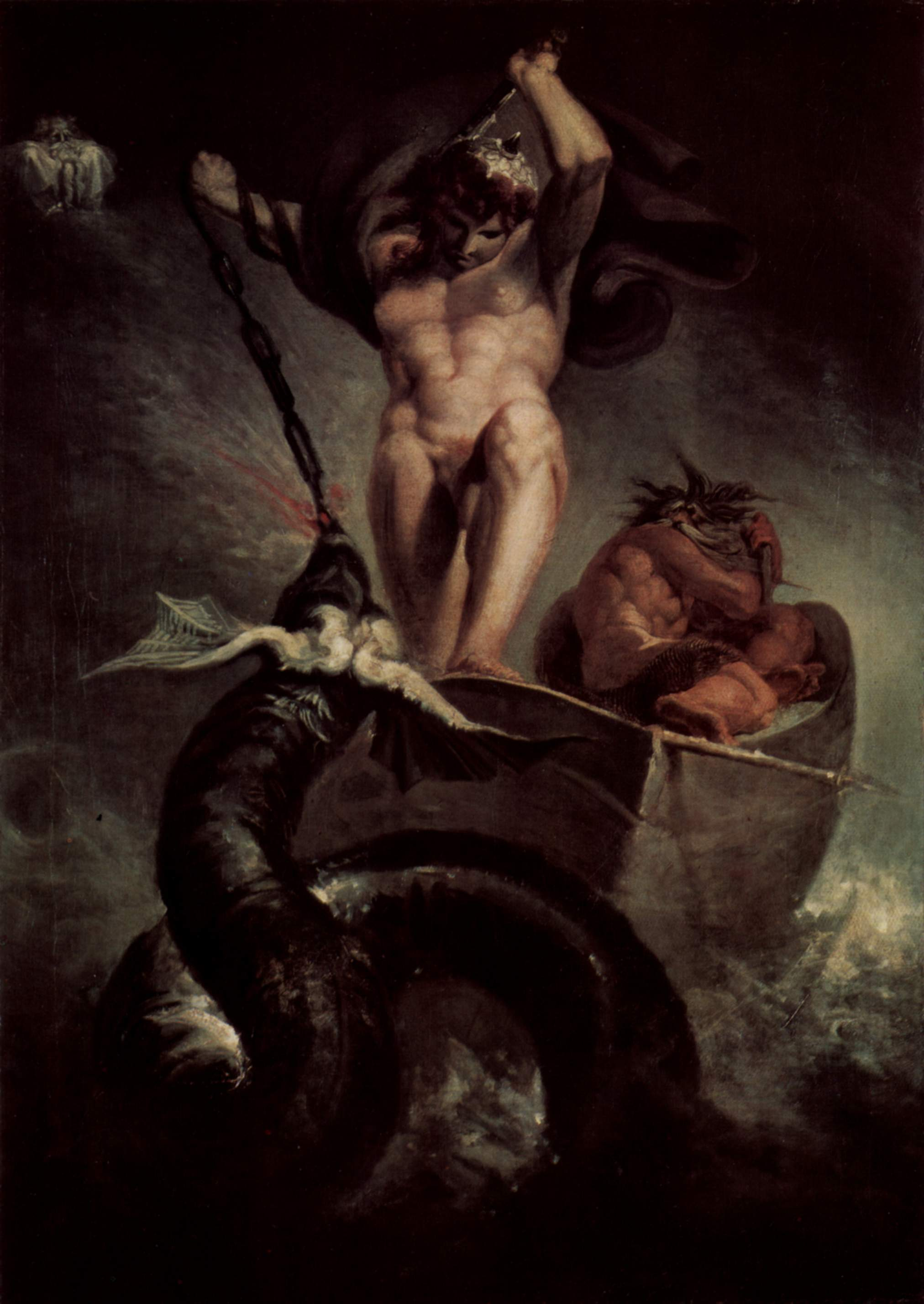
Битва Тора із морським змієм, Генрі Фюзелі, 1788.

Єрмунгандр (давньоскан. Jörmungandr, дослівно «велетенська палиця») — морський змій, персонаж германської міфології, один із трьох хтонічних чудовиськ, дітей Локі та гігантесси Ангрбоди. В Торсдрапа, Faðir lögseims, (в перекладі батько нитки моря), тобто батько Йормунганда, використовується як кеннінг (посилання) на Локі. Єрмунгандра часом називають Мідгардським змієм (давньоскан. Miðgarðsormr).
Одін заборонив Локі сходитись із Ангербодою (дослівно: «та, що віщує лихо»), оскільки було пророковано, що діти від їхнього союзу принесуть загибель богам. Коли Локі порушив заборону, Аси викрали трьох їхніх дітей, вовка Фенріра, Гель та Єрмунгандра. Боги знали, що змій небезпечний для людей, тому вони вкинули його до вод моря, що оточує Мідгард. Єрмунгандр виріс настільки велетенським, що, охопивши всю землю, схопив свій хвіст.
Заклятим ворогом змія є Тор, бог-громовик. Збереглося три перекази про їхні зустрічі. У першому розповідається, як Тор, прибувши в супроводі Локі та Тьяльві до велетнів в Утгард, виконуює завдання короля-гіганта Утгарда-Локі (що назвався при зустрічі з Тором Скрюмиром). Одним із завдань було підняти величезного кота. Тор зміг це зробити тільки наполовину. В кінці саги виявляється, що кіт — це насправді змій, а видався він котом тому, що Скрюмир навів ману на богів.
Наступна їхня сутичка відбувається, коли Тор вирушає порибалити разом із гігантом Гюміром. Запливши далі, ніж звичайно, Тор ловить на гачок змія, витягує того на поверхню та починає бити Мйольніром. Нажаханий Гюмір обрізає линву, і змій зникає у морі.
Остання їхня зустріч відбудеться під час Рагнароку, громовик уб'є Йормунганда, але перед тим крапля його отрути потрапить на Тора, внаслідок чого бог помре також. 
Слід зауважити, що боротьба бога-громовика зі змієм є класичним сюжетом у індоєвропейській міфології.
Альтернативні імена:
- Йормунганд (Jörmungandr)
- Йормагунд (Jormagund)
- Йормуганд (Jormugand)
- Йормангунд (Jormangund)
- Йормунгандр (Jormungandr)

## В масовій культурі
Йормунганд згадується в комп'ютерній грі Tomb Raider: Underworld. Там легенда про Мідгардського змія трактується так:
Йормунганд — лише термін, який вказує на середньоокеанські хребти, де сходяться платформи всіх континентів. Тому змій оперізує Землю по дну морському. Найпівнічніша точка Середньоатлантичного хребта — найстаріша і при цьому найслабша геологічна точка на Землі. Стародавні створили пристрій, що б'є в ахілесову п'яту планети — воно викликає потужні виверження вулканів в усьому світі, які «пробуджуються і наповнюють повітря отрутою». Згідно з легендою, під час Рагнарока велетні знищать світ у вогні, однак, насправді, причиною тому стануть виверження вулканів…

Також Єрмунганд згадується в комп'ютерній грі StarCraft. Його ім'ям названо одну зі зграй Зергів.
Присутній в відеогрі God of War (2018) і згадується як «Світовий Змій», а також називається добрим велетнем. У сюжеті гри з'являється з води, коли Кратос і Атрей перетинають озеро.
Також Єрмунганд є одним з об'єктів інтернет-проєкту SCP.
Єрмунганд (англ. Jormungand) — назва однойменної манги і аніме, а також назва нікого проєкту, навколо якого обертається сюжет.
Єрмунгандр — у всесвіті Warhammer 40000 — один із флотів-вуликів тиранідів.
Midgardsormr — один із монстрів у серії Final Fantasy. У сьомій грі серії в англійській локалізації його назвали Midgard Zolom.
У змагальному шутері Counter-Strike: Global Offensive в колекції «Північ» (англ. The Norse Collection), присвяченій скандинавській міфології, присутні скіни для таких видів зброї: AUG | Полум'яний Єрмунгандр, P90 | Астральний Єрмунгандр і Desert Eagle | Смарагдовий Єрмунгандр.